# Grutas decoradas do vale do Vézère
Os sítios pré-históricos e cavernas decoradas do vale do Vézère é um conjunto de sítios arqueológicos distribuídos ao longo de quarenta quilômetros no vale do Vézère, entre Eyzies-de-Tayac-Sireuil e Montignac, no departamento francês da Dordonha.

## Patrimônio da Humanidade
O conjunto de 148 sítios paleolíticos e 25 cavernas, que albergam algumas das pinturas rupestres mais importantes do Paleolítico Superior, foi declarado Patrimônio da Humanidade pela UNESCO em Outubro de 1979. A inscrição refere-se essencialmente às grutas decoradas mais importantes para o estudo de Pintura rupestre do Paleolítico superior, mas também inclui uma série de sítios arqueológicos.
A descrição do bem cultural classificado pela UNESCO abrange uma zona de 30 a 40 quilômetross aproximadamente, bem como os centos de milheiros de vestígios líticos ósseos e artísticos que se descobriram lá: 500.000 objetos de sílex talhado, 844 utensílios diferentes e obras artísticas.
Parte dos achados de arte móvel e outros utensílios pré-históricos conservam-se e expõem no Museu Nacional da Pré-história de Eyzies.

## Listado de localizações da UNESCO
| Código | Nome                     | Lugar                              | Coordenadas                    |
| ------ | ------------------------ | ---------------------------------- | ------------------------------ |
| 85-001 | Abrigo de Cro-Magnon     | Eyzies-de-Tayac-Sireuil            | 44° 56' 25.6" N 1° 0' 34.6" E  |
| 85-002 | Abrigo du Poisson        | Eyzies-de-Tayac-Sireuil            | 44° 56' 38.8" N 0° 59' 54.2" E |
| 85-003 | Caverna de Font-de-Gaume | Eyzies-de-Tayac-Sireuil            | 44° 56' 13.2" N 1° 1' 35.6" E  |
| 85-004 | La Micoque               | Eyzies-de-Tayac-Sireuil            | 44° 57' 27.6" N 1° 0' 23.5" E  |
| 85-005 | La Mouthe                | Eyzies-de-Tayac-Sireuil            | 44° 55' 28.9" N 1° 1' 14.1" E  |
| 85-006 | Laugerie-Basse           | Eyzies-de-Tayac-Sireuil            | 44° 57' 3.8" N 0° 59' 57.5" E  |
| 85-007 | Laugerie-Haute           | Eyzies-de-Tayac-Sireuil            | 44° 57' 11.8" N 1° 0' 12.3" E  |
| 85-008 | Le Grand Roc             | Eyzies-de-Tayac-Sireuil            | 44° 56' 58.2" N 0° 59' 54.0" E |
| 85-009 | Les Combarelles          | Eyzies-de-Tayac-Sireuil            | 44° 56' 36.8" N 1° 2' 31.6" E  |
| 85-010 | Le Cap Blanc             | Marquay                            | 44° 56' 44.3" N 1° 5' 50.6" E  |
| 85-011 | Lascaux                  | Montignac                          | 45° 3' 13.3" N 1° 10' 12" E    |
| 85-012 | Caverna de Rouffignac    | Rouffignac-Saint-Cernin-de-Reilhac | 45° 0' 31.7" N 0° 59' 15.5" E  |
| 85-013 | Roc de Saint-Cirq        | Saint-Cirq                         | 44° 55' 33.9" N 0° 58' 2.9" E  |
| 85-014 | Le Moustier              | Peyzac-le-Moustier                 | 44° 59' 39.6" N 1° 3' 35.5" E  |
| 85-015 | La Madeleine             | Tursac                             | 44° 58' 1.3" N 1° 2' 11.1" E   |

## Trecho da justificação da inscrição
« Alguns dos conjuntos figurados das grutas de Vézère conhecem-se mundialmente como obras mestras da arte pré-histórica: a «Vênus de Laussel» e o «Friso dos cavalos» em alto-relevo do Cap Blanc (Marquay) e, sobretudo as famosas pinturas parietais da gruta de Lascaux (Montignac). A descoberta de Lascaux, em 1940, é data assinalada na história da arte pré-histórica: cenas de caça compostas com destreza aplicam ao redor de um centenar de figuras animais, assombrosas pela precisão da observação, a riqueza das cores e a vivacidade da representação.»
«Os objetos e as obras de arte recuperadas no vale do Vézère são testemunhos extremamente raros de civilizações há tempo desaparecidas, muito difíceis de compreender. Este material, infinitamente precioso para o conhecimento dos períodos mais remotos da história dos homens, é bem anterior à Antiguidade propriamente dita, remontando até ao período Paleolítico. Apresenta um interesse universal, tanto excepcional a nível histórico quanto desde um ponto de vista etnológico, antropológico ou estético.»

## Visitas
Alguns destes lugares estão fechados ao público, como a Caverna de Lascaux; contudo, mais da metade estão ainda abertas às visitas, com maior ou menor limitação, livre, ou em grupos reduzidos ou prévia solicitude especial, segundo o caso. Assim, entre as cavernas com arte parietal que podem ser visitadas estão: o Abrigo do Poisson, a Caverna de Font-de-Gaume, Les Combarelles, Le Cap Blanc, a Caverna de Rouffignac ou a Roc de Saint-Cirq. Pelo que se refere aos abrigos rochosos, são susceptíveis de visita: o Abrigo de Cro-Magnon, La Micoque, Laugerie-Basse, Laugerie-Haute e os dois abrigos de Le Moustier. Por outro lado, realizaram-se algumas reproduções (Lascaux II) para permitir ao público descobrir este patrimônio excepcional.